# Synodontis rebeli
Synodontis rebeli är en fiskart som beskrevs av Holly 1926. Synodontis rebeli ingår i släktet Synodontis och familjen Mochokidae. IUCN kategoriserar arten globalt som otillräckligt studerad. Inga underarter finns listade i Catalogue of Life.